# Жан-Жак Готьє
Жан-Жак Готьє (нар. 4 листопада 1908, Ессом-сюр-Марн, департамент Ена — пом. 20 квітня 1986) — французький письменник, театральний критик і есеїст.

## Біографія
Дитинство Готьє провів у Дьєппі (департамент Приморська Сена). Навчався на гуманітарному факультеті Канського університету. У 1934 році він став редактором Écho de Paris і перейшов до газети L'Époque, коли вона була заснована. Після початку Другої світової війни німці взяли його в полон. Коли він був звільнений у 1941 році, він став медбратом, також писав театральні рецензії та колонки про Париж для «Фігаро» під псевдонімом «Le Boulevardier», поки газету не закрили в 1942 році. П'єр Бріссон знову найняв його в 1944 році як театрального критика для «Фігаро». Пізніше Готьє отримав пост генерального секретаря Комеді-Франсез, але покинув цей пост в 1946 році, оскільки був перевантажений роботою критика.
За свою «Histoire d'un fait divers» Готьє отримав Гонкурівську премію, а 1972 року був обраний членом Французької академії. Він нагороджений орденом Воєнного хреста 1939—1945 і є командором ордена Почесного легіону.

## Твори
- Histoire d'un fait divers (Історія газетної пригоди), 1946.
- Le Puits aux trois vérités (Джерело потрійної правди), 1949.
- Une femme prisonnière (Жінка-в'язень)
- Злочин без злочинця, 1949